# Trček
Trček je 199. najbolj pogost priimek v Sloveniji, ki ga je po podatkih Statističnega urada Republike Slovenije na dan 31. decembra 2007 uporabljalo 919 oseb, na dan 1. januarja 2011 pa 916 oseb ter je med vsemi priimki po pogostosti uporabe zavzel 196. mesto.
- Blaž Trček, saksofonist
- Ciril Trček (1925—2000), založnik
- Denis Trček (*1963), računalnikar, informatik
- Franc Trček (18.stol.), organist v ljubljanski stolnici (1776-94)
- Franc Trček (1895—1990), agrarni ekonomist in zadrugar
- Franc Trček (*1969), kibersociolog, aktivist in politik
- Iztok Trček, veteran
- Jani Trček, reli voznik
- Janez Trček (1891—1942), novinar, časnikar, satirik (v ZDA)
- Janja Trček, molekularna biologinja, izr. prof. UM
- Jože Trček (1930—2015), psiholog
- Katarina Trček Marušič, muzikologinja, zborovodkinja
- Marica Trček (*1971), slikarka samorastnica
- Marjan Trček (1957—2016), operni pevec, tenorist
- Nataša Trček, pravnica, glavna inšpektorica za delo
- Stanko Trček (1912—1945), duhovnik, kurat
- Stanko Trček, Sokol
- Tadej Trček (*1986), pravnik in politik
- Tamara Trček Pečak (*1964), slikarka, restavratorka
- Vinko Trček (1929—2004), politolog, sinolog